# Miramare biosfærereservat og havreservat
Miramare biosfærereservat og havreservat ligger omkring 7 km fra byen Trieste ved Trieste-bugten tæt på den slovenske grænse. Det repræsenterer et klippefyldt forbjerg af karst med kystklipper og strande. Marine habitater af særlig interesse fra et bevaringsperspektiv er tidevandszonen, som rummer mange endemiske arter, såsom Fucus virsoides, og uforstyrrede klipper med en mangfoldig bundfauna. Formålet med biosfærereservatet er at bevare den biologiske mangfoldighed i havmiljøet omkring Trieste gennem videnskabelig forskning og overvågningsaktiviteter. Miljøundervisning tilrettelagt for studerende og offentligheden er også en stor aktivitet i området.
Dette lille biosfærereservat (290 hektar) er ikke beboet, men mange turister nyder undervandsture eller besøger Habsburg-familiens slot og dets have. Både kommercielt og amatørfiskeri samt andre rekreative aktiviteter er forbudt i det marine habitat. En af udfordringerne ved biosfærereservatet er at inddrage alle interessenter såsom traditionelle fiskere og lokalsamfundet, turistindustrien, ikke-statslige organisationer, universiteter og kommuner i forvaltningen af det. Området forvaltes af den italienske verdensnaturfond på vegne af Italiens ministerium for miljø.

## Store habitater
Større habitater og landdækning omfatter Zostera marina og enge med ægte havgræs som Cymodocea nodosa, en tidevandszone med endemiske arter som Fucus virsoides og middelhavs-sklerophyl vegetation på den terrestriske del.